# Adobe RGB

Diagrama cromático xy de CIE 1931 mostrando el espectro del espacio Adobe RGB y situación de los colores primarios. El punto blanco D65 se encuentra en el centro.

El espacio de color Adobe RGB es un espacio de color RGB desarrollado por Adobe Systems en 1998.
Fue diseñado con el objetivo de reproducir lo mejor posible el espacio de color CMYK, usado en impresión, pero desde un espacio de color RGB usado en monitores de ordenador o cámaras digitales. El espacio de color Adobe RGB reúne cerca del 50% de los colores visibles especificados en el espacio de color Lab, mejorando el gamut del espacio de color sRGB principalmente en los tonos verde-cian.